# Pousse-café

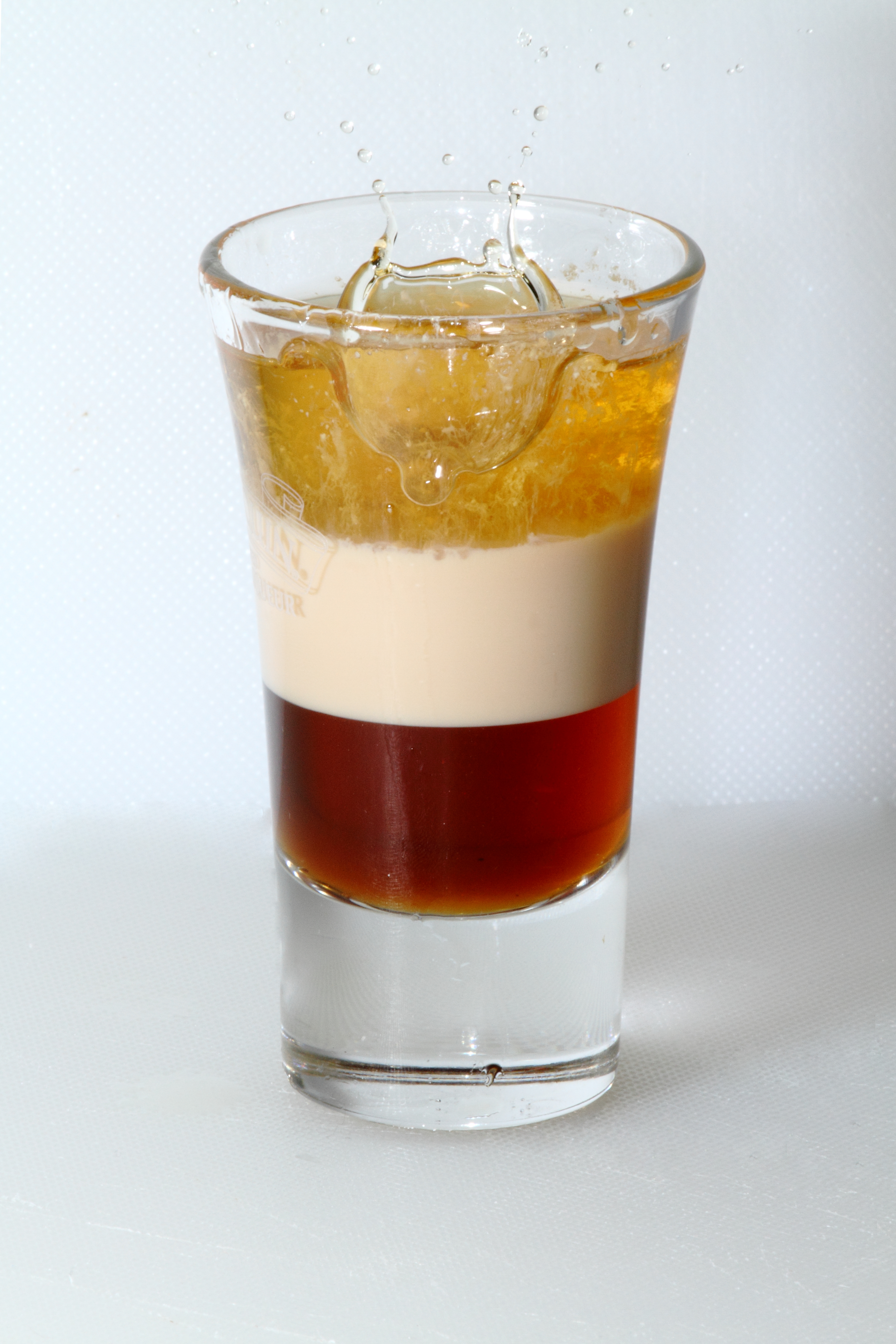
Un B-52

Il Pousse-café (detto anche Layered drink) è una tipologia di cocktail basato sul metodo di miscelazione build, e la presenza decisa di alcol. Sono cocktails basati quindi sulla densità, spesso serviti in bicchierini da shot, preparati più per un piacere estetico che per il sapore, infatti sono spesso bevuti molto rapidamente.

## Tipi di cocktail
Vi sono diversi cocktail che possono essere definiti in questa categoria. Fra questi:
- B-52
- Black and tan
- Black Velvet
- Blowjob
- Monkey brain
- Slippery nipple